# Бере (Об)
Бере (фр. Beurey) насеље је и општина у североисточној Француској у региону Шампањ-Арден, у департману Об која припада префектури Троа.
По подацима из 2011. године у општини је живело 186 становника, а густина насељености је износила 10,73 становника/km². Општина се простире на површини од 17,33 km². Налази се на средњој надморској висини од 243 метара.

## Демографија
| 1962. | 1968. | 1975. | 1982. | 1990. | 1999. | 2011. |
| ----- | ----- | ----- | ----- | ----- | ----- | ----- |
| 221   | 229   | 212   | 178   | 166   | 171   | 186   |

График промене броја становника у току последњих година